# Anousheh Ansari
Anousheh Ansari  (perzsa: انوشه انصاری) (Meshed, Irán, 1966. szeptember 12.–) amerikai villamosmérnök, űrhajósnő.

## Életpálya
1984-ben érkezett az Egyesült Államokba. 1988-ban a George Mason Universityn villamosmérnöki és informatikai ismeretekből szerzett diplomát. 1991-ben a George Washington Egyetemen megvédte diplomáját. A Telecom Technologies Inc. (TTI) vállalat alapítója, vezérigazgatója.
A  Szövetségi Űrügynökség együttműködésével 20 millió dollár költségtérítés mellett kezdhette meg felkészülését. 2006 márciusától részesült űrhajóskiképzésben a Jurij Gagarin Űrhajós Kiképző Központban. Egy űrszolgálata alatt összesen 10 napot, 21 órát és 5 percet töltött a világűrben. Űrhajós pályafutását 2006. szeptember 28-án fejezte be.
Az Ansari család mint befektetési vállalkozás javaslatot tett a Szövetségi Űrügynökségnek, és az Orosz Szövetségi Űrügynökségnek (RKA), hogy hozzanak létre olyan közös űrrepülő flottát, amit a globális kereskedelem használhatna.

## Űrrepülések
Szojuz TMA–8 űrturistája, magát űrrepülés-résztvevőnek tekinti. A 4. űrturista (és az első női), aki költségtérítés ellenében repülhetett az ISS fedélzetére. Űrszolgálata alatt összesen 10 napot, 21 órát és 5 percet töltött a világűrben. Ansari az Európai Űrügynökség (ESA) megbízásából négy kísérletet végzett: vérszegénység-vizsgálatot, az izmok állapotváltozásának vizsgálatát, sugárzási tényezők hatását az űrhajósokra, valamint különböző mikrobák tenyésztését. Az első űrhajós, aki weblogot készített a világűrben. Szojuz TMA–8 mentőeszköz fedélzetén tért vissza kiinduló bázisára.